# Twin Peaks – Tűz, jöjj velem!
A Twin Peaks – Tűz, jöjj velem! (eredeti cím: Twin Peaks: Fire Walk with Me) 1992-ben bemutatott szürreális horrorfilm. David Lynch írta és rendezte, a Twin Peaks című sorozat előzményfilmje. A cselekmény Teresa Banks meggyilkolása utáni nyomozást és Laura Palmer utolsó hét napját mutatja be.
A televíziós sorozatból David Lynchen kívül számos színész vállalta szerepét, megjegyzendő kivétel Laura legjobb barátnőjét játszó Lara Flynn Boyle, akit Moira Kelly váltott Donna Hayward szerepében. Sherilyn Fenn sem vállalta Audrey Horne szerepét ütemezési konfliktus miatt. Kyle MacLachlan azonban vonakodva bújt újra az FBI-ügynök Dale Cooper szerepébe, ugyanis elkerülte volna a tipizálást. Ennek eredményeképpen jelenléte a filmben kisebb, mint a tervezett.
Lynch közel ötórányi anyagot forgatott, amit azonban 2 órára és 14 percre rövidítettek le. Számos színész csak a kihagyott jelenetekben szerepel, köztük Michael Ontkean (Harry S. Truman), Warren Frost (Will Hayward), Mary Jo Deschanel (Eileen Hayward), Everett McGill (Ed Hurley), Wendy Robie (Nadine Hurley), Jack Nance (Pete Martell), Joan Chen (Jocelyn Packard), Kimmy Robertson (Lucy Moran), Harry Goaz (Andy Brennan), Michael Horse (Tommy „Sólyom” Hill), Russ Tamblyn (Dr. Jacoby), Don S. Davis (Garland Briggs) és Charlotte Stewart (Betty Briggs). Közel 90 percnyi kimaradt jelenet szerepel a sorozat és film Blu-Ray-kiadásán The Missing Pieces cím alatt. A cselekmény részletezésekor ezek dőlt betűvel olvashatók.

## Cselekmény
|  | Alább a cselekmény részletei következnek! |

Az FBI Regionális Iroda vezetője, Gordon Cole Washington államban található Deer Meadow városába küldi két ügynökét, Chester Desmondot és Sam Stanley-t, hogy nyomozzanak a meggyilkolt tizenéves prostituált, Teresa Banks ügyében. A helyi seriffel nézeteltérésbe keverednek, és egy párbajt követően kiadják a lány holttestét. Desmond és Stanley észreveszi Teresa testének vizsgálata közben, hogy egy gyűrű hiányzik az ujjáról, és a mutatóujjának körme alatt egy nyomtatott „T”-betűt tartalmazó papírt helyeztek el. Később Desmond megtalálja Teresa hiányzó gyűrűjét egy lakókocsi alatt, de a gyűrűhöz nyúlva természetfeletti erők hatására az ügynök eltűnik. Dale Cooper különleges ügynök maga is felkeresi a gyilkosság valamint Desmond ügynök eltűnésének helyszínét, és miután Stanley ügynök megmutatja a köröm alatt talált papírt, megállapítja, a gyilkos újra le fog csapni.
Egy évvel később 1989. február 16-án, csütörtökön az FBI philadelphiai központjában, miközben Dale Cooper Gordon Cole-nak mesél aggasztó álmáról 10:10-kor, felbukkan a hosszú ideje eltűnt Phillip Jeffries ügynök, aki közli, nem akar „Judyról” beszélni, viszont elmondja, tanúja volt annak, hogy különféle túlvilági szellemek és egyéb entitások egy teremben gyűlést tartottak: a törpe, gyilkos BOB, Mrs. Chalfont és az unokája, a favágó valamint az ugráló ember.
Eközben Twin Peaksben a titokban kokainfüggő Laura Palmer, aki barátját, a balhés Bobby Briggset a motoros James Hurley-vel csalja, és a legjobb barátnője, Donna Hayward az iskolába sétálnak. Laura az iskolából hazaérve rádöbben, hogy oldalak hiányoznak a titkos naplójából, édesanyja autóját elkérve meglátogatja egy barátját, az agorafób Harold Smith-t, akinek átadja naplóját annak elrejtése érdekében. Hazaérve édesanyja, Sarah számonkéri, merre járt, majd este vacsora közben Leland, Laura apja kifejezi izgatottságát a norvég üzleti vendégek érkezése miatt. Az éjszaka folyamán Laura kisurran otthonról, hogy prostitúcióért cserébe kokaint kaphasson.
1989. február 17-én, pénteken a „Gurulj-gurulj, asztalkám!” intézése közben Mrs. Chalfont és az unokája megkörnyékezik Laurát. Mrs. Chalfont egy ajtót ábrázoló képet ad Laurának, az unokája meg figyelmezteti, hogy a „maszk mögött álló ember” a hálószobájában van. Laura hazarohanva talál rá BOB-ra, amint a naplóját keresi. Rémülten kiviharzik a házból, és meghökkenti, hogy látja apját, Lelandet elhagyni a házat. Próbálja kizárni a gondolatot, hogy az apja lehet az őt évek óta molesztáló BOB, és könnyektől küszködve meglátogatja barátnőjét, azonban gyötrelmét nem árulja el neki. Vigaszt talál Donna, édesapja, Will és édesanyja, Eileen társaságában, azonban Leland hazarendeli a lányt vacsorára. Az este folyamán Laura apjának viselkedése kiszámíthatatlan, Laurát lelkileg terrorizálva kikérdezi a szerelmeiről, később korábbi viselkedését megbánva gyengéden elmondja neki, hogy szereti. A lány ráeszmél, hogy a Mrs. Chalfonttól kapott képet az utcán hagyta, és felakasztja a szobájában.
Laura álmában belép a Fekete–barlangba, ahol Cooper és törpe is megjelenik. A törpe felfedi identitását, ugyanis ő MIKE hiányzó karja, és felajánlja Laurának Teresa gyűrűjét, azonban Cooper ellenzi, hogy a lány elfogadja. Laura a vérrel borított Annie Blackburnt találja az ágyában, aki azt kéri tőle, hogy a naplóját új bejegyzéssel bővítse, miszerint a jó Dale még a barlangban van, és nem tud onnan kijutni. Laura megdöbben, miután Teresa gyűrűje a tenyerében találja, azonban reggel, miután felébred, már eltűnt onnan.
Szombat este, 1989. február 18-án Laura a helyi diszkóba megy, hogy kokain szerzése érdekében idegenekkel szeretkezzen, de egy szőke énekes előadása bűntudatot vált ki belőle, és sírva fakad. Váratlanul Donna is felbukkan, és a férfiakkal Kanadába utaznak. Miközben Laura kitárgyalja Ronette Pulaskival Teresa Banks meggyilkolását, aki már egy éve halott, Ronette megemlíti, hogy Teresa zsarolni próbált valakit. Miután Laura meglátja a tudatmódosított Donnát, ahogy egy idegennel pettingel, elszörnyülködve hazaviszi, és másnap reggel, február 19-én könyörög neki, hogy Donna ne váljon olyanná, mint ő. Laura apja, Leland hazaviszi Laurát, hogy együtt reggelizzenek, azonban útközben a megtért démon, MIKE Philip Gerard testében figyelmeztetni próbálja a lányt, hogy az apja nem más, mint BOB, és igyekszik a figyelmét felhívni a gyűrűjére.
Az ámokfutónak tűnő Gerardtól elmenekülve Leland felidéz pár emléket, köztük a viszonyát Teresával, akit egy négyfős csoportszex megszervezésére kért fel, viszont elmenekült, miután meglátta, hogy Laura is a lányok között van. Teresa rájött, hogy Laura apja lehet, így zsarolni kezdte, azonban a férfi meggyilkolta, nehogy felfedje a titkát. Aznap este Laura ráeszmél, hogy a gyűrű, amit MIKE mutatott neki, ugyanaz a gyűrű, amit Teresa is viselt, és ugyanezt ajánlotta fel neki a törpe az álmában.
1989. február 21-én, kedden Leland emlékezteti Laurát, hogy Johnny Horne-nak születésnapja van. Mivel kifogyott a kokainból, így Bobbytól kér, aki megbeszél vele egy találkozót az éjszaka folyamán az erdőben. Egy férfi, Dear Meadow seriffhelyettese lép a helyszínre drogfutárként, azonban Bobby agyonlövi, mielőtt a férfi előrántaná a fegyvert. Szerda éjszaka, 1989. február 22-én BOB bemászik Laura hálószobájának ablakán, és annak érdekében, hogy felfedje kilétét, a lány hagyja magát megerőszakolni.
1989. február 23-án, csütörtökön Laura romokban hever, ugyanis az őt szexuálisan bántalmazó BOB nem más, mint az apja, Leland. Az iskola után, ahol egyáltalán nem tudott koncentrálni, Bobbytól kér kokaint, azonban a fiú ráeszmél, hogy Laura csak a kábítószer miatt járt vele, és szakít a lánnyal. Éjszaka kisurran a házból, találkozik Jamesszel, azonban furcsán kezd viselkedni, és szakít a fiúval. Miközben hazavinné, Laura leugrik James motorjáról, és az erdőbe rohan azt üvöltve, szereti. Egy kunyhóhoz ér, ahol Leo Johnson és Jacques Renault várja Ronette társaságában, és közös orgiába kezdenek. Leland rátalál a lányára, megtámadja Jacques-ot, Laurát és Ronette-et meg egy elhagyatott vasúti vagonba viszi.
A vagonban Laura kétségbeesetten megkérdezi az apját, hogy megöli-e, azonban BOB felfedi magát, aki beismeri szándékát, ami az, hogy birtokolhassa Laura testét. Eközben MIKE a vagonhoz ér, akit Ronette igyekszik beengedni, de BOB kiüti a lányt, aki kiesik a vasúti kocsiból. MIKE-nak sikerül bedobni Teresa gyűrűjét a vagonba, amit Laura fel is vesz, ezáltal megakadályozza, hogy BOB megszállja a testét, aki dühében halálra szúrja. A BOB által megszállott Leland Laura körme alá egy „R”-betűt helyez, majd holttestét nejlonba csavarva a folyóra helyezi.
Az áramlat elszállítja a holttestet, és Leland belép a Fekete–barlangba, ahol találkozik MIKE-kal és a törpével, akik részesedést követelnek a garmonboziából, ami fájdalom és szomorúság. Cooper ügynök Laura lelkét próbálja vigasztalni a Fekete–barlangban, azonban a lány nevetésben tör ki, amikor meglátja az angyalt, aki eltűnt a hálószobájában lévő festményről a halála éjszakáján.
|  | Itt a vége a cselekmény részletezésének! |

### Logikátlanság
|  | Alább a cselekmény részletei következnek! |

- Dale Cooper naplójában, mely az ügynök diktafonnal felvett szövegeinek átirata, Cooper nyomoz Teresa Banks gyilkossági ügyében, ezzel szemben a filmben Chester Desmond és Sam Stanley ügynökök.
  - Dale Cooper naplóját 1991-ben adták ki, hamarabb, mint a filmet, amiben Kyle MacLachlan kisebb jelenlétet vállalt a tervezettnél, így megalkották a két ügynök karakterét, akik a Banks-gyilkosságban nyomoztak.
- Laura 1989. február 16-án észrevette, hogy lapok hiányoznak a titkos naplójából, így azt Harold Smith-re bízta. Hogyan kerültek ennek ellenére bejegyzések a naplóba az átadást követően?
- Annie Blackburn február 17-én éjszaka Laurát a naplóbejegyzések bővítésére kérte. Ez hogy szerepelhet a kitépett lapok között, ha Laura február 16-án vette észre a hiányzó lapokat?
- 1989. február 22-én Laura rájött BOB valódi kilétére, és hajnali 1:30-kor naplóbejegyzést írt erről. Erre hogy volt képes, ha a naplót napokkal előtte Haroldra bízta? Továbbá ez a naplóbejegyzés hogy kerülhetett a kitépett lapok közé?
- 1989. február 22-én ugyanazt álmodta, amit később más szemszögből Cooper ügynök. Naplóbejegyzést írt az álomról, amiben a férfi fülébe súgta a gyilkosa nevét. Hogyan írta ezt a titkos naplójába, ha azt korábban Haroldnak adta?
- 1989. február 23-án megjósolta a halálát a titkos naplójában. Hogy volt erre képes, ha a naplót Harold birtokolta?

|  | Itt a vége a cselekmény részletezésének! |

## Szereposztás
A szinkron teljes mértékben eltér a televíziós sorozat szinkronjától.
- Sheryl Lee – Laura Palmer (Simon Mari)
- Ray Wise – Leland Palmer (Papp János)
- Kyle MacLachlan – Dale Cooper különleges ügynök (Csankó Zoltán)
- Mädchen Amick – Shelly Johnson
- Dana Ashbrook – Bobby Briggs (Dévai Balázs)
- Phoebe Augustine – Ronette Pulaski
- David Bowie – Phillip Jeffries különleges ügynök (Mertz Tibor)
- Eric Da Re – Leo Johnson (Holl Nándor)
- Miguel Ferrer – Albert Rosenfield különleges ügynök (Áron László)
- Pamela Gidley – Teresa Banks
- Heather Graham – Annie Blackburn
- Chris Isaak – Chester Desmond különleges ügynök (Epres Attila)
- Moira Kelly – Donna Hayward (Bíró Kriszta)
- Peggy Lipton – Norma Jennings (Kiss Eszter)
- David Lynch – Gordon Cole
- James Marshall – James Hurley (Zalán János)
- Jürgen Prochnow – Favágó
- Harry Dean Stanton – Carl Rodd (Dobránszky Zoltán)
- Kiefer Sutherland – Sam Stanley ügynök (Galambos Péter)
- Lenny Von Dohlen – Harold Smith
- Grace Zabriskie – Sarah Palmer (Szabó Éva)
- Frances Bay – Mrs. Tremond (Chalfont) (Bakó Márta)
- Catherine E. Coulson – Margaret Lanterman
- Michael J. Anderson – a törpe
- Frank Silva – gyilkos BOB
- Walter Olkewicz – Jacques Renault (Kerekes József)
- Al Strobel – Phillip Michael Gerard/MIKE
- Gary Hershberger – Mike Nelson

## Filmzene
A film zenéje a Warner Bros. Records kiadásában jelent meg 1992. augusztus 11-én. A zenék nagy részét Angelo Badalamenti írta, néhány számban más is közreműködött (David Lynch, Julee Cruise).
| Számlista | Számlista                                                                            | Számlista   | Számlista          | Számlista | Számlista | Számlista | Számlista | Számlista | Számlista |
|           | Cím                                                                                  | Dalszöveg   | Zene               | Hossz     |           |           |           |           |           |
| --------- | ------------------------------------------------------------------------------------ | ----------- | ------------------ | --------- | --------- | --------- | --------- | --------- | --------- |
| 1.        | Theme from Twin Peaks: Fire Walk with Me                                             |             | Angelo Badalamenti | 6:40      |           |           |           |           |           |
| 2.        | The Pine Float                                                                       |             | Badalamenti        | 3:58      |           |           |           |           |           |
| 3.        | Sycamore Trees (ének: Jimmy Scott)                                                   | David Lynch | Badalamenti        | 3:52      |           |           |           |           |           |
| 4.        | Don't Do Anything (I Wouldn't Do)                                                    |             | Badalamenti        | 7:17      |           |           |           |           |           |
| 5.        | A Real Indication (Thought Gang, ének: Badalamenti)                                  | Lynch       | Badalamenti        | 5:31      |           |           |           |           |           |
| 6.        | Questions in a World of Blue (ének: Julee Cruise)                                    | Lynch       | Badalamenti        | 4:50      |           |           |           |           |           |
| 7.        | The Pink Room                                                                        |             | David Lynch        | 4:02      |           |           |           |           |           |
| 8.        | The Black Dog Runs at Night (Thought Gang, ének: Badalamenti)                        | Lynch       | Badalamenti        | 1:45      |           |           |           |           |           |
| 9.        | Best Friends                                                                         |             | Badalamenti        | 2:12      |           |           |           |           |           |
| 10.       | Moving Through Time                                                                  |             | Badalamenti        | 6:41      |           |           |           |           |           |
| 11.       | Montage from Twin Peaks: "Girl Talk"/"Birds in Hell"/"Laura Palmer's Theme"/"Falling |             | Badalamenti        | 5:27      |           |           |           |           |           |
| 12.       | The Voice of Love                                                                    |             | Badalamenti        | 3:55      |           |           |           |           |           |
| 57:04     |                                                                                      |             |                    |           |           |           |           |           |           |

## Díjak és jelölések
| Ceremónia                 | Kategória– Jelölt(ek)                              | Eredmény |
| ------------------------- | -------------------------------------------------- | -------- |
| Brit Awards               | Legjobb filmzene – Angelo Badalamenti              | Elnyerte |
| Cannes-i Filmfesztivál    | Arany Pálma – David Lynch                          | Jelölve  |
| Independent Spirit Awards | Legjobb filmzene – Angelo Badalamenti              | Elnyerte |
| Independent Spirit Awards | Legjobb színésznő – Sheryl Lee                     | Jelölve  |
| Szaturnusz-díj            | Legjobb filmzene – Angelo Badalamenti              | Elnyerte |
| Szaturnusz-díj            | Legjobb színésznő – Sheryl Lee                     | Jelölve  |
| Szaturnusz-díj            | Legjobb horrorfilm – Twin Peaks – Tűz, jöjj velem! | Jelölve  |
| Szaturnusz-díj            | Legjobb férfi mellékszereplő – Ray Wise            | Jelölve  |
| Szaturnusz-díj            | Legjobb író – David Lynch és Robert Engels         | Jelölve  |

## Fordítás
- Ez a szócikk részben vagy egészben  a   Twin Peaks: Fire Walk with Me című angol Wikipédia-szócikk fordításán alapul.  Az eredeti cikk szerkesztőit annak laptörténete sorolja fel. Ez a jelzés csupán a megfogalmazás eredetét és a szerzői jogokat jelzi, nem szolgál a cikkben szereplő információk forrásmegjelöléseként.